# Boswilg
Boswilg of waterwilg (Salix caprea) is een soort uit de wilgenfamilie (Salicaceae).

## Determinatie
Boswilg kan in de groeivorm van zowel een struik als een boom voorkomen. De soort blijft met een hoogte tot 10 m relatief laag.
De jonge twijgen zijn grauwgroen en worden later diep roodbruin tot zwartachtig van kleur en zijn aanvankelijk bedekt met lange haren. De schors is bij jonge bomen glad en grijs met ruitenvormige verkurkte lenticellen. Wanneer de boom ouder wordt, wordt de schors grijs tot zwartbruin en krijgt deze brede groeven.
Op de twijgen bevinden zich geelbruine tot rode, eivormige knoppen. Ze zijn puntig en 3–4 mm lang. De knopschubben zijn in het begin nog kort behaard.
De verspreid staande bladeren van boswilg verschijnen na de bloei en zijn meestal eirond met een spitse punt en golvende randen. Ze zijn 4–12 × 3–6 cm groot. Het vaak iets glanzende blad is donkergroen van boven met verzonken gele nerven en grijs donzig van onderen. De bladsteel is donkerrood en viltig. De grote steunblaadjes zijn half hartvormig.
Boswilg heeft katjes, die met lange behaarde schutbladen bedekt zijn. Ze bloeien in maart en april. Boswilg is tweehuizig. Mannelijke katjes zijn eivormig en aanvankelijk bedekt met zilverachtige haartjes. Daarna verschijnen gele meeldraden dicht opeen. Vrouwelijke katjes zijn slank, bleekgroen met witachtige, korte stijlen. De vrouwelijke katjes zijn langer dan de mannelijke. Zowel de mannelijke als de vrouwelijke bloemen hebben één honingklier. Door de vroege bloei is boswilg voor bijen een aantrekkelijke drachtplant.

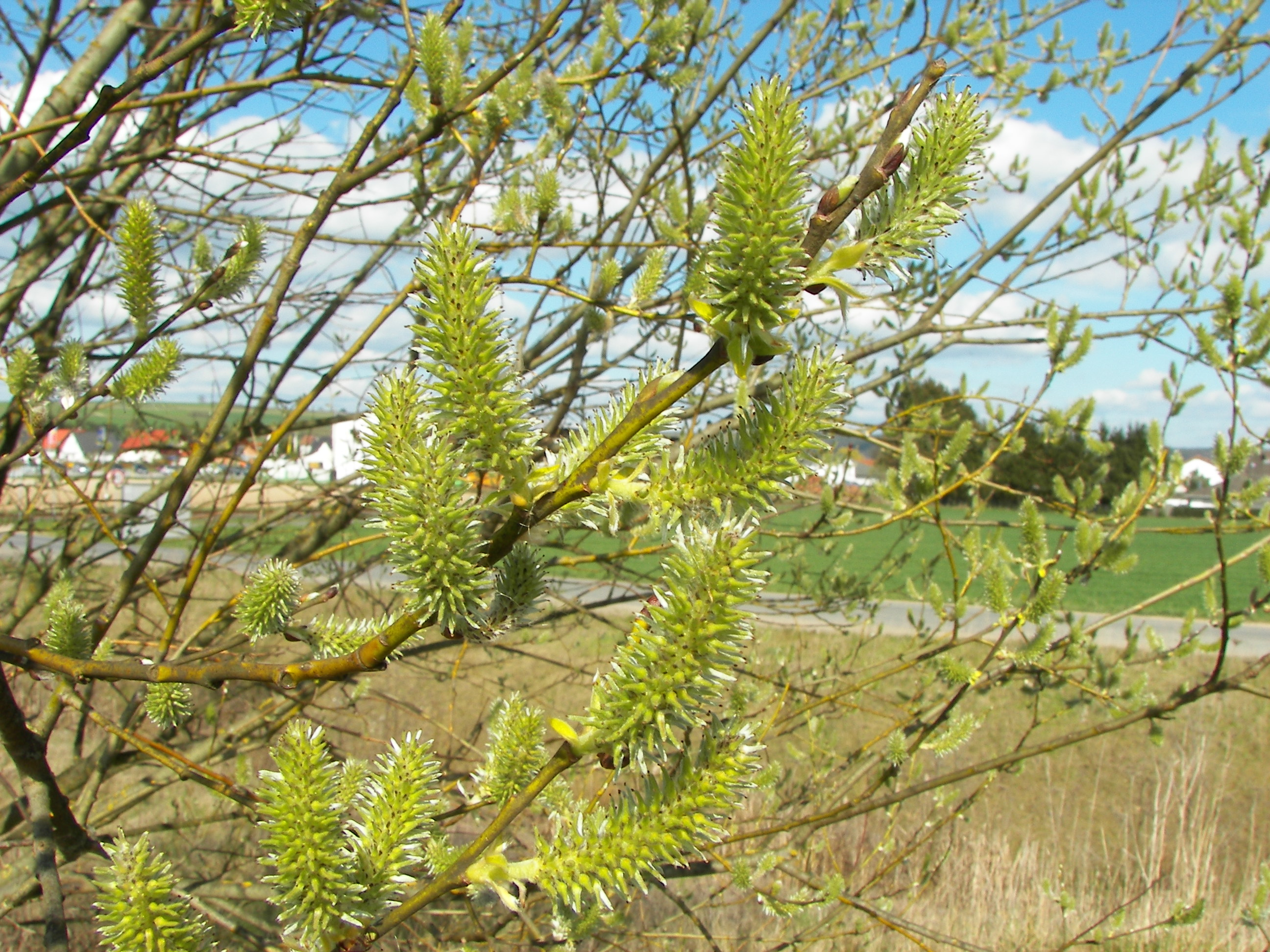
Vrouwelijke katjes
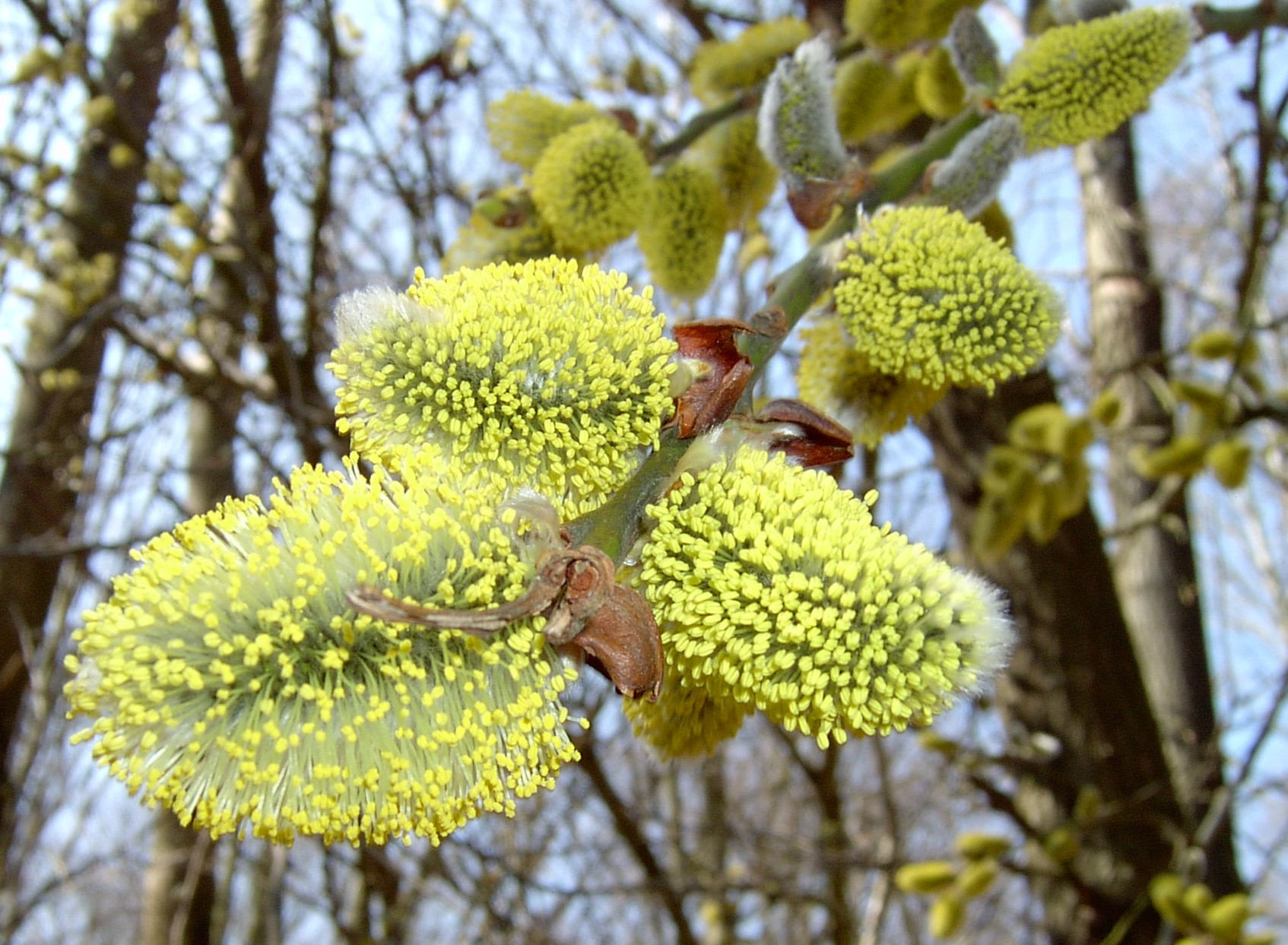
Mannelijke katjes
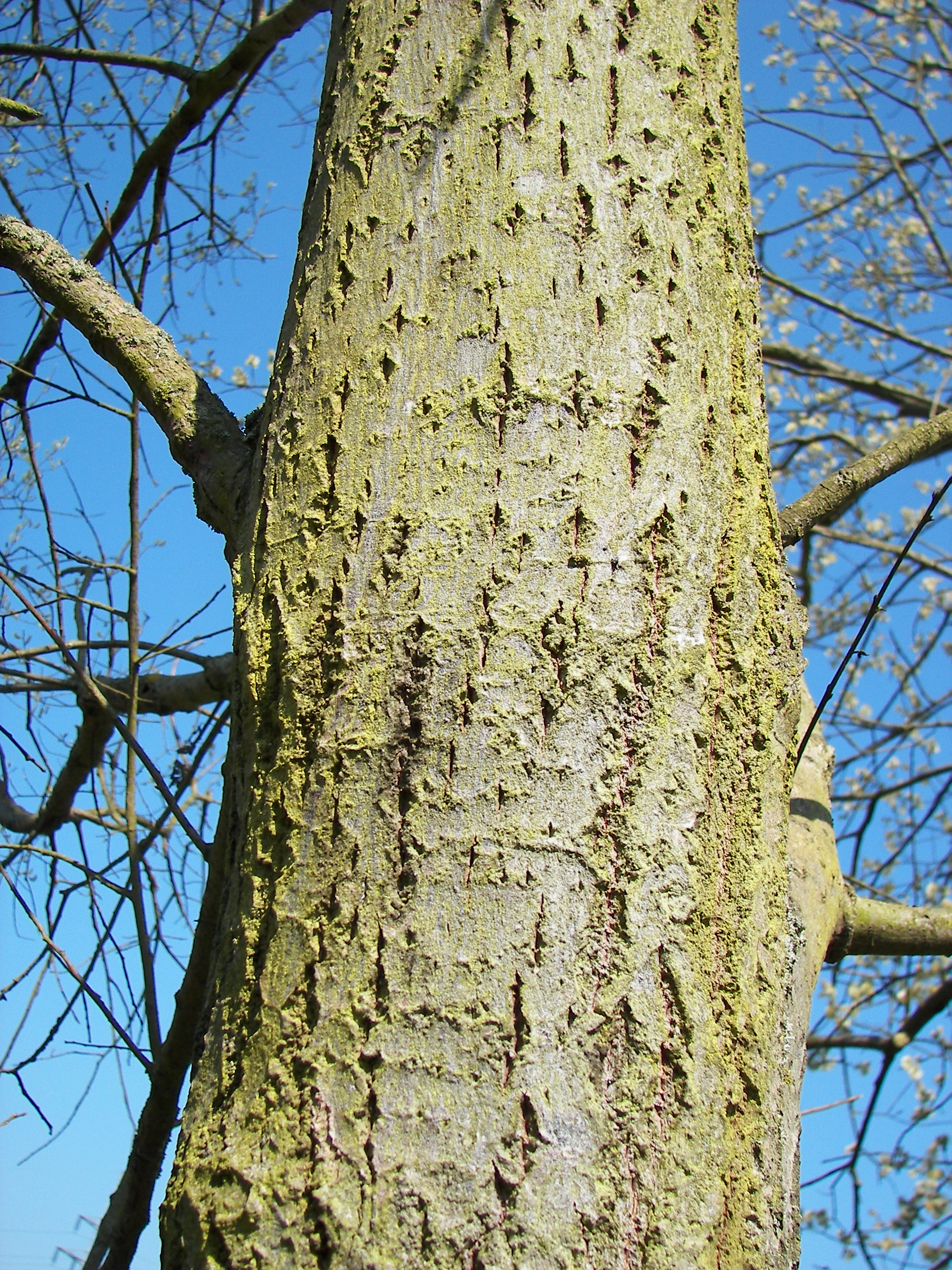
Schors
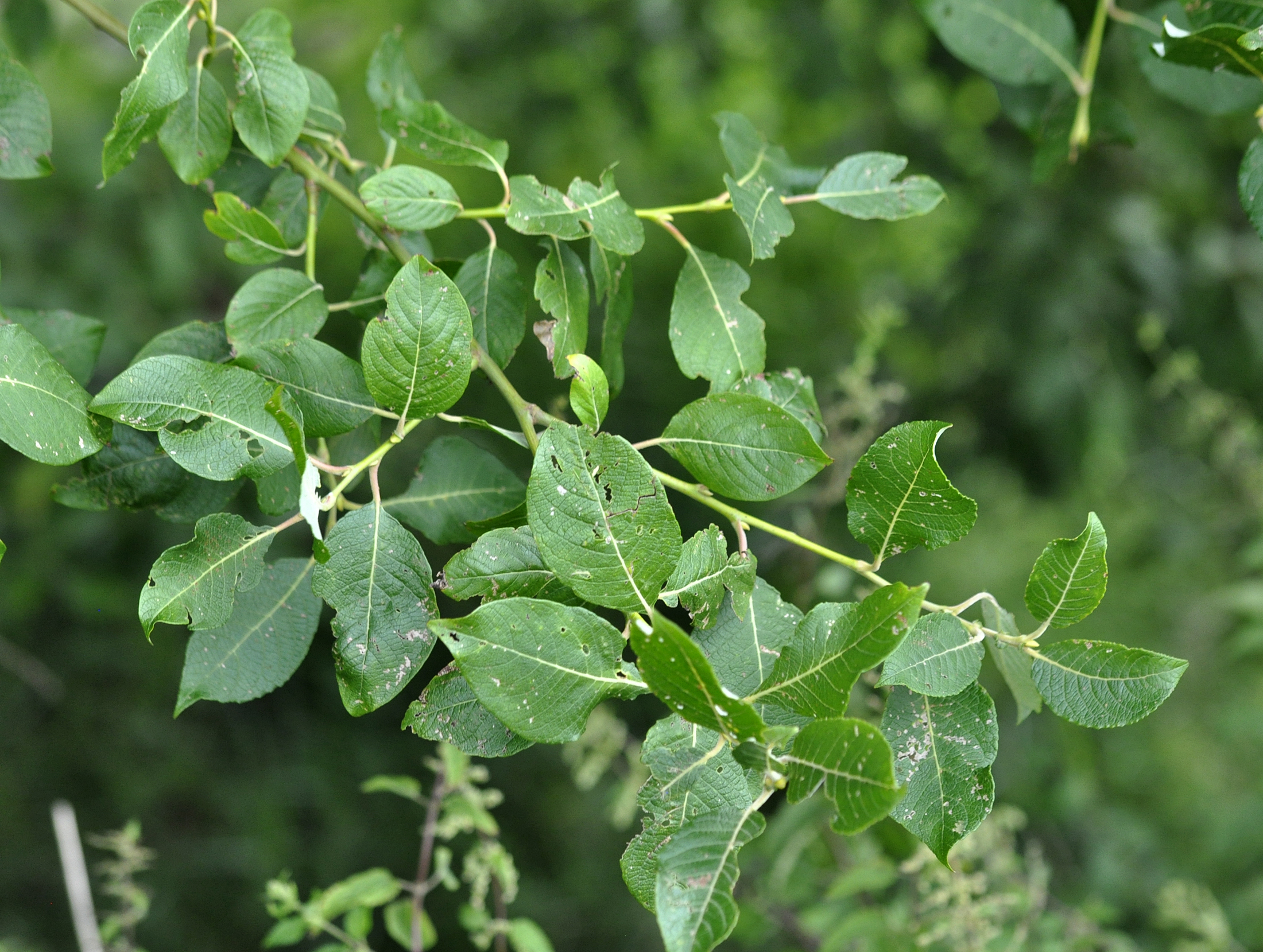
blad

De vrucht is een tweekleppige doosvrucht. De zaden hebben een haarkuif, waardoor ze door de wind verspreid worden.

## Syntaxonomie
In de syntaxonomie staat boswilg te boek als transgrediërende kensoort voor de boswilg-associatie.

## Verspreiding
Boswilg komt algemeen voor in Europa en Noordoost-Azië en niet uitsluitend op vochtige plaatsen. De soort is in Nederland en België inheems.

## Cultivars
- Salix caprea 'Pendula' is een cultivar met hangende takken, die in de siertuin wordt gebruikt.

Daarnaast zijn er:
- De treurwaterwilg:
  - De mannelijk bloeiende: Salix caprea 'Kilmarnock'
  - De vrouwelijk bloeiende: Salix caprea 'Weeping Sally'

## Gebruik
Op Palmzondag werden in sommige streken bloeiende takken van boswilg gebruikt als vervanging van de in het zuiden gebruikelijke palmtakken.